# لوسین ژاسرون
لوسین ژاسرون (فرانسوی: Lucien Jasseron‎؛ ۲۹ دسامبر ۱۹۱۳ – ۱۵ نوامبر ۱۹۹۹) بازیکن و مربی فوتبال اهل فرانسه بود.
از باشگاه‌هایی که در آن بازی کرده‌است می‌توان به باشگاه فوتبال لو آور اشاره کرد.
وی همچنین در تیم ملی فوتبال فرانسه بازی کرده‌است.